# Jégszobor

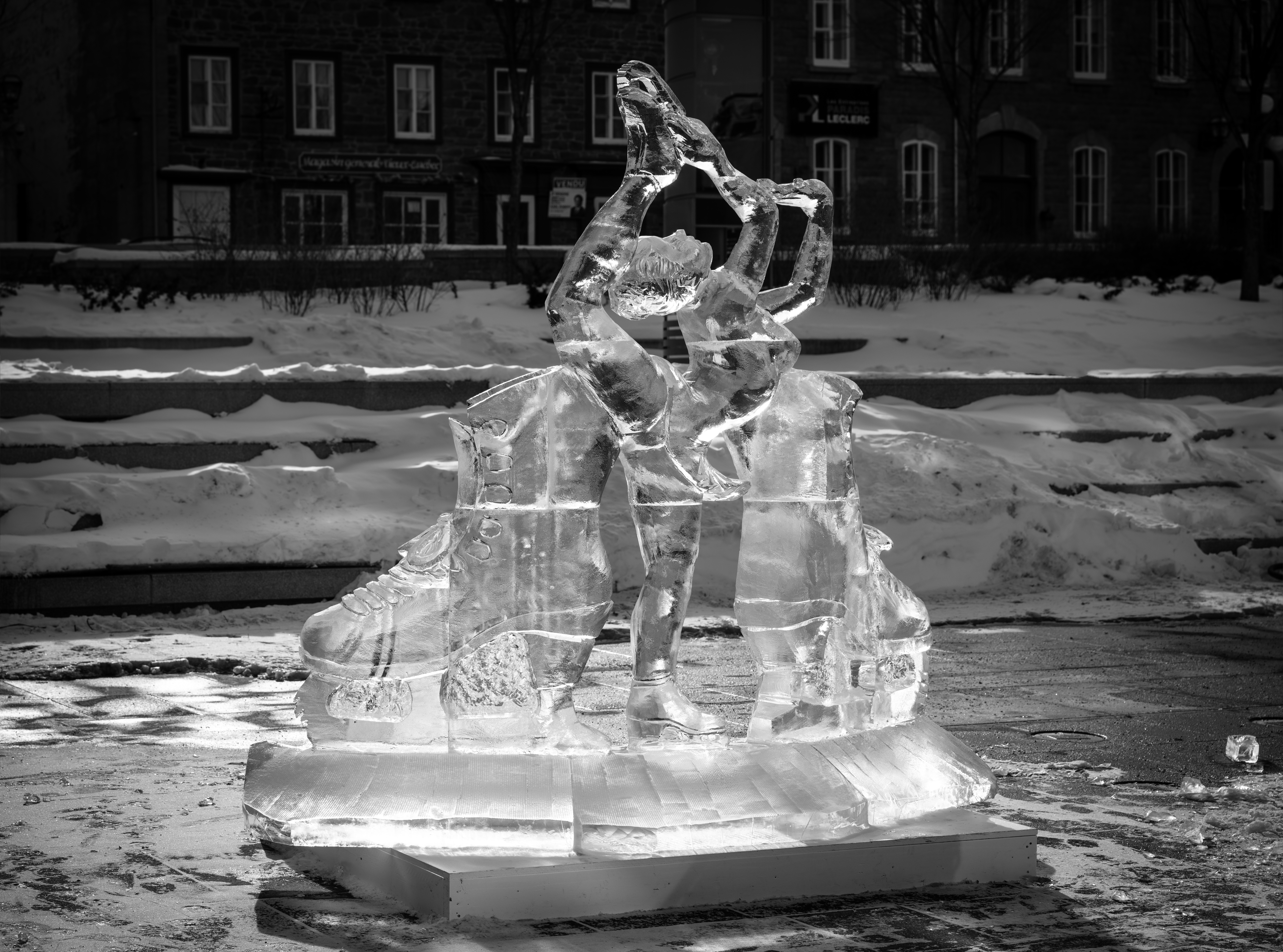
Jégszobor Québec belvárosában

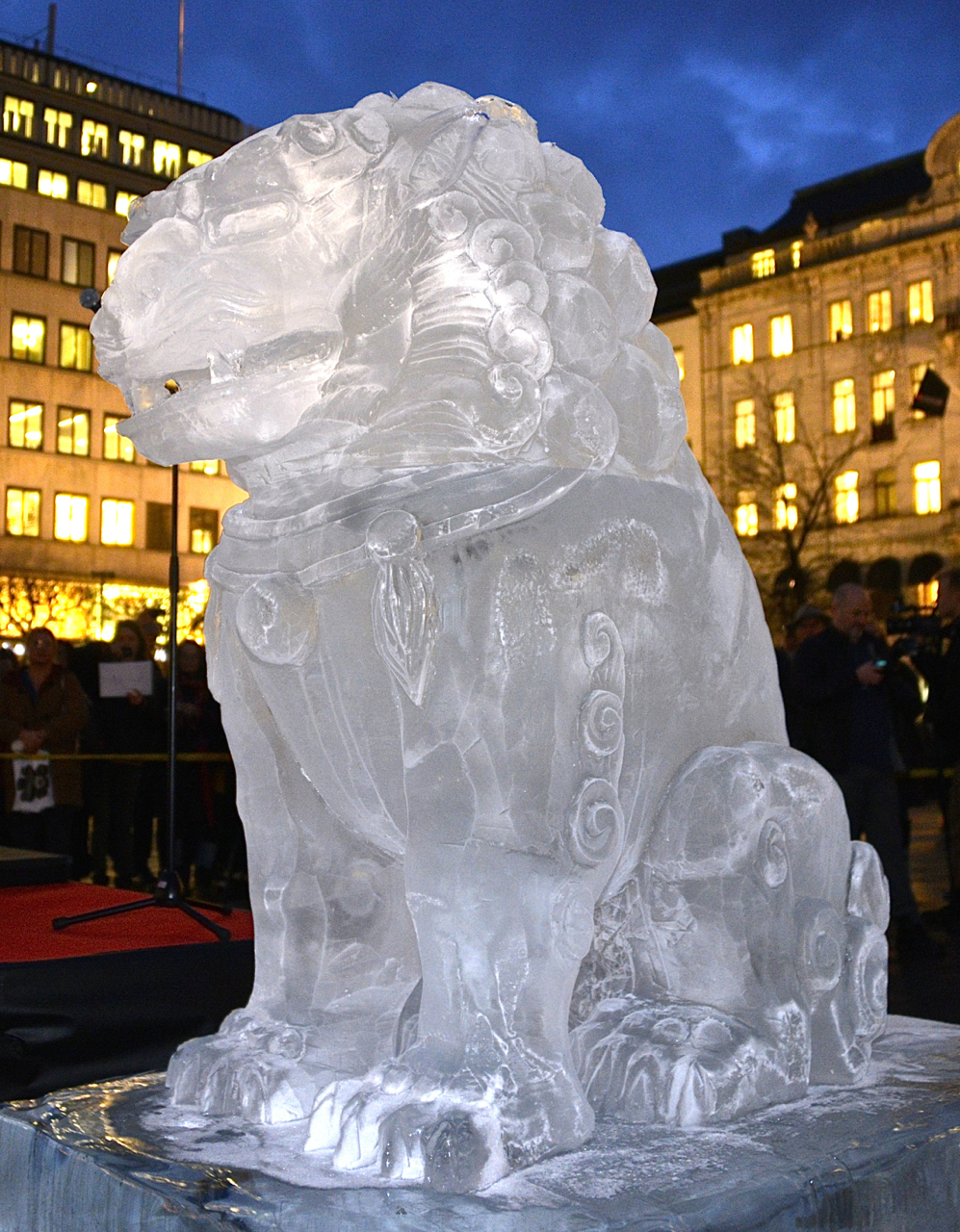
Stockholm, 2014

A jégszobor egy olyan szobortípus, amely készítésekor a művész nyersanyagként jeget használ, ebből faragja ki az elképzelt formát. A jégszobor formáját tekintve lehet absztrakt vagy realisztikus, lehet valamilyen funkciója vagy egyszerűen a szépsége miatt faragják. Rövid élettartama miatt különleges alkalmakkor szokták alkalmazni díszítésként.
Egy jégszobor attól függően, hogy milyenek a hőmérsékleti viszonyok lehet néhány órás, de ép maradhat hónapokon keresztül is. Ezen különleges művészeti ágban is vannak versenyek és kiállítások a világ számos pontján.

## Története
Jégszobrokat már időszámításunk szerint 387-ben készítettek a folyók jegéből a korai Kínában. A jeget jégveremben tárolták, kezdetben csak a halak és más élelmiszerek hűtésére, de később jégszobrokat készítettek a császár számára.
Egyes források szerint Michelangelo is készített már tanulmányokat jégből.
Mára a távol-keleti országokban is népszerűvé vált, de sokan készítenek jégszobrokat Amerikai Egyesült Államokban valamint Nyugat-Európában és a Fülöp-szigeteken is.

## A nyersanyag
A jég faragása számos nehézséget rejt magában kezdve azzal, hogy bizonyos hőmérséklet felett formázhatatlanná válik, ezért a művésznek meg kell küzdenie a hideggel, egészen addig, hogy a jég hőmérsékletének változása közben a megmunkálhatósága is változik. A szobrokat legtöbb esetben egyetlen darab jégtömbből faragják, amelynek tömegét és sűrűségét tekintve számos kritériumnak kell megfelelnie, többek között a művész céljainak is. Leggyakrabban a színtiszta kristályvizet használják, hiszen ennek végeredménye az üvegszerű, átlátszó szobor. Zavaros vagy tejszerű akkor lesz a jég, ha mikroszkopikus oxigénbuborékok maradnak a víz alkotóelemei közt. Ahhoz, hogy a jég víztiszta maradjon, egy olyan speciális eljárásra van szükség, amely során a vizet fagyásig folyamatosan cirkuláltatják, ezáltal megelőzve a buborékok képződésének lehetőségét.

## Faragási technikák
A környezet hőmérsékletétől függ, hogy a művésznek mennyi ideje van arra, hogy elkészítse a szobrot. Ha az alkotói területen nincs hideg, akkor értelemszerűen nagyon gyorsan kell dolgoznia. Bizonyos technológiák segítségére lehetnek, így például a láncfűrész, amellyel gyorsan és kíméletesen, törés mentesen lehet nagy darabokat is lehasítani a jégtömbből. A kézi fűrész ebben az esetben speciálisan a jégszoborkészítésre speciálisan elkészített fűrész. A művész használ még borotvaéles vésőt, amellyel a finom munkálatokat végzi. Ahogy a művészet számos területén, így a jégszobrászatban is egyre elterjedtebb a gépiesítés. Bizonyos „CNC gépek” a kívánt formát tudják kivágni a jégtömbből. Új technikának számít a színes jégszobor is. Ebben az esetben vagy színes zselét kevernek a vízbe, mielőtt lefagyasztanák, vagy a fagyási folyamat közben színes apró szemcsés homokot szórnak bele, amely, miután a tömb megfagyott, szépen megszínezi azt.
Ma már kifejezetten erre szakosodott iskolák is vannak, ahol a különböző jégszobor készítési technikákkal ismerkedhetnek meg a művészek.

## Használat
A jégszobrok kiválóan mutatnak a tenger gyümölcseit kínáló büféasztalon, hiszen egyrészt hidegen tartják az ételt, másrészt hívogatóak a vendégek számára. Bizonyos hotelekben, luxushajókon vagy éttermekben találkozhatunk ilyen extravagáns díszítéssel.
Gyakran alkalmazzák ezt a díszítést esküvők alkalmával is, amikor a szobrok leginkább szív, hattyú, galamb formát öltenek.